# Edosa effulgens
Edosa effulgens är en fjärilsart som beskrevs av László Anthony Gozmány. Edosa effulgens ingår i släktet Edosa och familjen äkta malar. Inga underarter finns listade i Catalogue of Life.